# Francesc Pausas i Coll
Francesc Pausas i Coll   (Barcelona, 1877 - Barcelona, juliol 1944) va ser un pintor català, especialitzat en retrats.

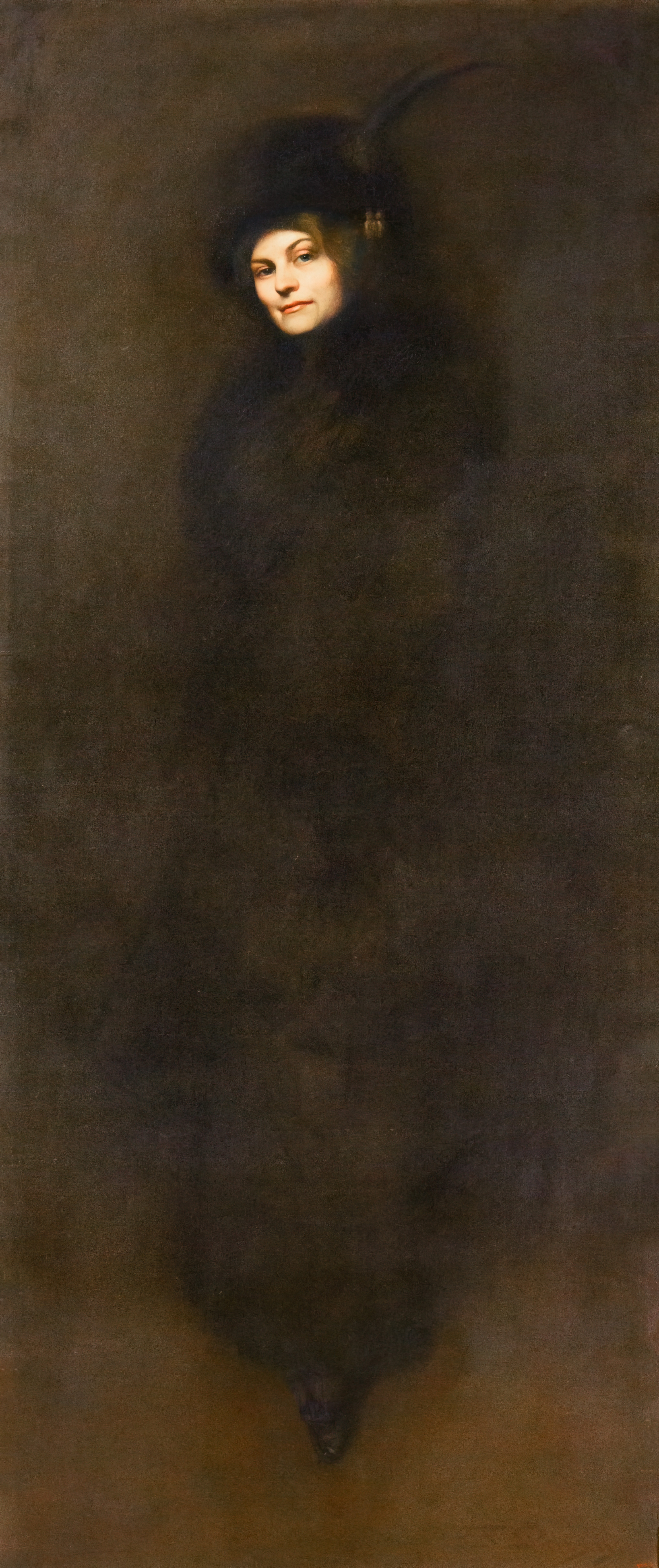
Retrat de Maria Sampere, dona del pintor - MNAC

Va estudiar a l'Escola de Belles Arts de Barcelona i a l'Acadèmia de Belles Arts de San Fernando de Madrid, on fou deixeble de Sorolla. Va participar en l'Exposició de Belles Arts de Barcelona de 1894. El 1900 es traslladà a París i el 1906 a Nova York, on va establir-se i on va treballar com a retratista, camp en el qual s'especialitzà. El 1925 fou autor d'un retrat de Thomas Ustick Walter, arquitecte del Capitoli dels Estats Units.
Va viure a l'Havana, on va pintar retrats de personatges notables, i també a Panamà, on va fer la mateixa tasca. El 1929 retornà definitivament a Barcelona, on va fer diverses exposicions. El febrer de 1933 va exposar a les Galerías Layetanas diverses pintures realitzades en paratges de la Costa Brava. El 1935 va exposar a la Sala Busquets i el crític Rafael Benet i Vancells el qualificà de colorista amb obres semblants a les dels mestres de la Royal Academy. És autor del retrat de la seva esposa, ubicat al Museu d'Art Modern de Barcelona, de tons foscos i on ressalta el rostre de tons clars. Va morir a Barcelona el juliol de 1944.
El seu germà Josep Pausas i Coll fou arquitecte municipal d'Igualada.